# لجنة مناهضة الصهيونية للشعب السوفيتي
لجنة مناهضة الصهيونية للشعب السوفيتي (AZCSP ، باللغة الروسية: Антисионистский комитет советской общественности، АКСО) هي هيئة تشكلت عام 1983 في الاتحاد السوفيتي كأداة دعاية مناهضة للصهيونية. تمت الموافقة على تشكيل AZCSP في 29 مارس 1983 من قبل أمانة اللجنة المركزية للحزب الشيوعي للاتحاد السوفيتي في القرار 101 / 62ГC: «ندعم اقتراح وزارة الدعاية باللجنة المركزية ولجنة أمن الدولة للاتحاد السوفيتي لإنشاء لجنة مناهضة الصهيونية للشعب السوفيتي...».

## البيان المناهض للصهيونية
في 1 أبريل 1983 نشرت جريدة الحزب الشيوعي السوفيتي الرسمية، برافدا ، مقالة كاملة في الصفحة الأولى بعنوان من القيادة السوفيتية:
«. . . تركز الصهيونية، بطبيعتها، على القومية المتطرفة، والشوفينية، والتعصب العنصري، والعذر للاحتلال والضم الإقليمي، والانتهازية العسكرية، والخلط السياسي وانعدام المسؤولية، والديماغوجية والتشتيت الأيديولوجي، والتكتيكات القذرة والغدر. . . ومن العبث محاولات الإيديولوجيين الصهاينة لتقديم الذين ينتقدونهم أو يدينون السياسات العدوانية للدوائر الحاكمة في إسرائيل، على أنها معادية للسامية. . . ندعو جميع المواطنين السوفييت: العمال والفلاحين وممثلي المثقفين: للمشاركة في فضح الصهيونية واستنكار مساعيها بشدة. علماء الاجتماع: تنشيط البحث العلمي لانتقاد الجوهر الرجعي لتلك الأيديولوجية والطابع العدواني لممارستها السياسية؛ الكتاب والفنانين والصحفيين : السعي الحثيث لفضح أشمل وأعم للتشتيت المتعمد في البروباغاندا والسياسة الصهيونية عن أعمالها المناهضة للسكان والمعادية للإنسانية...»

## الخلفية والتاريخ
منذ أواخر عام 1944، تبنى جوزيف ستالين سياسة خارجية مؤيدة للصهيونية، معتقدًا على ما يبدو أن الدولة الجديدة ستكون اشتراكية وستسرع من تراجع النفوذ البريطاني في الشرق الأوسط. وبناءً عليه، في تشرين الثاني (نوفمبر) 1947، صوت الاتحاد السوفيتي مع دول الكتلة السوفيتية الأخرى لصالح خطة الأمم المتحدة لتقسيم فلسطين،  التي مهدت الطريق لإنشاء دولة إسرائيل. في 17 مايو 1948، بعد ثلاثة أيام من إعلان إسرائيل استقلالها، منح الاتحاد السوفييتي رسميًا اعترافًا قانونيًا بإسرائيل،  لتصبح الدولة الثانية فقط التي تعترف بالدولة الصهيونية (يسبقها فقط اعتراف الولايات المتحدة الفعلي) وأول دولة تمنح إسرائيل الاعتراف القانوني .
بحلول عام 1983، احتاج النظام السوفيتي إلى سلاح دعاية جديد في الحرب الباردة، وكذلك ضد حركة المعارضة الداخلية النشطة المتزايدة، لإيقاف أو تشويه سمعة الهجرة الجماعية لليهود السوفييت ولتخفيف المخاوف العربية بشأن آثارها على التركيبة السكانية لإسرائيل. من خلال التصعيد الدراماتيكي للأنشطة «المعادية للصهيونية»، تم إنشاء اللجنة المناهضة للصهيونية للشعب السوفيتي (AZSCP) لحل هذه المشاكل.[بحاجة لمصدر]

## قائمة الأعضاء
- ديفيد دراجونسكي، رئيس — العقيد، بطل الاتحاد السوفيتي (مرتين)
- SL Zivs، vc — دكتوراه في التشريع
- MB Krupkin، vc — نائب رئيس دار نشر Agenstvo Pechati Novosti (APN)، مدير قسم Literaturnaya Gazeta
- إلينا بيستريتسكايا، ممثلة
- IP Belyayev — دكتور في الاقتصاد
- يوري أ.كوليسنيكوف — كاتب
- كاباتشنيك، أكاديمي، بطل العمل الاشتراكي
- تيودور أويزرمان — فيلسوف وأكاديمي
- VN Kudryavtsev — عضو في أكاديمية العلوم في الاتحاد السوفيتي.
- ماتفي بلانتر — مؤلف، بطل العمل الاشتراكي
- أنجلينا ستيبانوفا — فنانة، بطل العمل الاشتراكي
- تاتيانا ليوزنوفا — مخرج فيلم، ومرشح لجائزة الدولة
- BS Sheinin — تصوير سينمائي
- AK Marinich — مدير كولخوز، بطل العمل الاشتراكي
- GB Gofman — كاتب، بطل الاتحاد السوفيتي
- قيصر سولودار — كاتب
- آرون فيرجيليس — شاعر
- GO Zimanas — أستاذ
- ياكوف فيشمان، كبير حاخامات موسكو (توفي بعد بضعة أشهر من إنشاء اللجنة).[4]
- أدولف شايفيتش، الحاخام الأكبر لموسكو (أعلن في 1989-01-01 أنه لم يعد عضوًا) [5]